# Џејмс Смит Буш
Џејмс Смит Буш (енгл. James Smith Bush; Рочестер, Њујорк, 15. јуни 1825 - Итака, Њујорк, 11. новембар 1889) је амерички Адвокат, свештеник америчке епископалне цркве и верски писац.